# Cheyenne 111 Z
Cheyenne 111 Z (née le 12 août 2003) est une jument de robe baie, inscrite au stud-book du Zangersheide. Elle est montée en saut d'obstacles par le cavalier français Kevin Staut pour le haras des Coudrettes, puis par une jeune cavalière suisse, Laetitia du Couëdic, avec qui elle participe aux championnats d'Europe de saut d'obstacles en 2017.

## Histoire

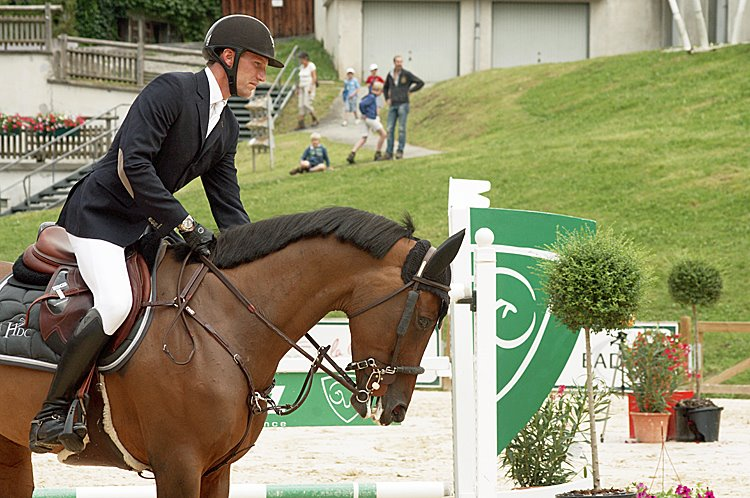
Cheyenne 111 Z montée par Kevin Staut lors du CSI-3* de La Clusaz en juillet 2012.

Elle naît le 12 août 2003 à l'élevage de Harrie Theeuwes, le stud 111, à Zandhoven en Belgique. Elle débute en épreuves internationales avec le cavalier brésilien Marlon Módolo Zanotelli, décrochant notamment une épreuve à 1,50 m sur le Sunshine tour d’Arezzo. 
Début juin 2012, le haras des Coudrettes acquiert Cheyenne 111 Z pour la confier à Kevin Staut. Elle entre dans les écuries du français le 7 juin. En mars 2015, le haras des Coudrettes annonce que la jument est vendue. Elle est confiée à la jeune cavalière suisse Laetitia du Couëdic,, dont Kevin Staut était l'entraîneur. Elle participe avec elle aux championnats d'Europe de saut d'obstacles de 2017. 
En septembre 2018, la jument passe sous la selle de Léon Pieyre.

## Description
Cheyenne 111 Z est une jument de robe baie, inscrite au stud-book du Zangersheide. Elle est particulièrement rapide et agile.  

## Palmarès

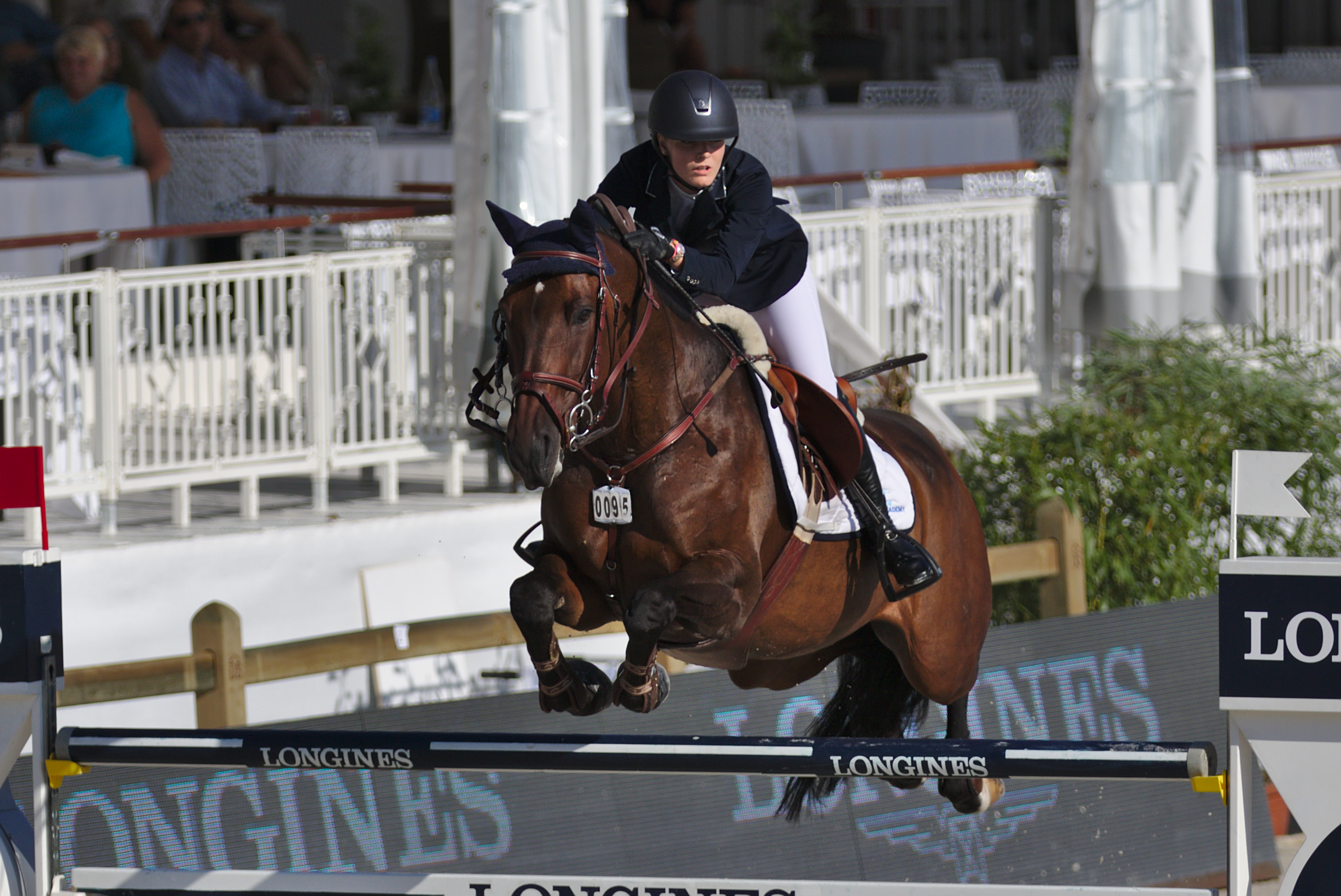
Laëtitia du Couëdic et Cheyenne 111 Z à l’International Longines Horse Show de Lausanne en 2016.

- Novembre 2012 : 2e de l'épreuve à 1,50 m sur l'étape Global Champions Tour d'Abou Dhabi[9],[10].
- 2014 : 3e du CSIO de La Baule.
- Décembre 2014 : 5e du CSI5-W de l'Olympia de Londres[11]
- 2017 : 15e en individuel aux championnats d'Europe de saut d'obstacles à Samorin[1].

Elle atteint un ISO (indice de saut l'obstacles) de 156 en 2013.

## Origines
Cheyenne 111 Z est une fille de l'étalon Holsteiner Chatman et de la jument KWPN Ivera M par le KWPN Calimero,. C'est donc une arrière-petite-fille de Corrado I.